# San Andrés Paxtlan
San Andrés Paxtlán è un comune del Messico, situato nello stato di Oaxaca.